# Kameli Ratuvou
Kameli Ratuvou (Moala Island, 6 novembre 1982) è un ex rugbista a 15 e rugbista a 7 figiano, in carriera attivo nel ruolo di tre quarti centro ed internazionale per le Figi in entrambe le discipline.

## Biografia
Ratuvou nasce nel villaggio di Naroi su Moala Island, isole Figi.
Dal 2001 al 2004 gioca per il club figiano dei PWD Lines, coi quali si aggiudica nel 2003 il Farebrother-Sullivan Trophy, e nella franchigia dei Tailevu Knights impegnati nella Colonial Cup 2004; mentre, nel 2006 fa parte dei Fiji Warriors che disputano la Pacific Rugby Cup.
Nell'estate 2006, durante la sessione di mercato, viene ingaggiato in Inghilterra dai Saracens, giocando sette stagioni di Premiership e vincendo l'edizione 2010-11. Coi Saracens collezionò più di 100 presenze tra Premiership, Coppa Anglo-Gallese e competizioni europee.
Nel 2013-14 s trasferisce in Italia per disputare la stagione di Pro12 2013-14 con la franchigia delle Zebre.

### Carriera internazionale
A metà degli anni duemila entra a far parte della Nazionale figiana a 7 che disputa il circuito internazionale delle World Sevens Series e i Giochi mondiali 2005, dove si aggiudica la medaglia d'oro.
Il 30 luglio 2005, a Suva, esordisce a livello internazionale nel rugby a 15 per le Figi in un match di Pacific Tri-Nations contro le Samoa e valido per le qualificazioni alla Coppa del Mondo 2007; successivamente, prende parte al tour 2004-2007 e alla Pacific Nations Cup nelle edizioni 2006, 2007, 2008 e 2012.
Tra il 2006 e il 2008 fa parte della selezione dei Pacific Islanders in tour in Europa nel mese di novembre.
Nel 2007 viene selezionato per disputare la Coppa del Mondo in Francia, giocando tre incontri della fase a gironi con Giappone, Canada e Galles e il quarto di finale contro il Sudafrica.

## Palmarès

### Rugby a 15
- Premiership: 1
Saracens: 2010-11

### Rugby a 7
- Giochi mondiali: 1
Figi: 2005